# Lachta
Lachta (georgiska: ლახტა) är ett berg i Georgien. Det ligger i regionen Abchazien, i den nordvästra delen av landet, 300 km nordväst om huvudstaden Tbilisi. Toppen på Lachta är 2 406 meter över havet.